# 6714 Montréal
6714 Montréal è un asteroide della fascia principale. Scoperto nel 1990, presenta un'orbita caratterizzata da un semiasse maggiore pari a 2,5544275 UA e da un'eccentricità di 0,1353060, inclinata di 14,55641° rispetto all'eclittica.